# Will Patton
William Rankin "Will" Patton, född 14 juni 1954 i Charleston, South Carolina, är en amerikansk skådespelare. Han är äldst av tre barn och växte upp på familjens bondgård där föräldrarna även tog emot fosterbarn.
Han gick på North Carolina School of Arts och även på The Actors' Studio. Han har spelat i allt från TV-serier till storfilmer.

## Filmer i urval
- 1983 – Variety som Mark
- 1983 – Silkwood som Joe
- 1985 – Susan, var är du? som Wayne Nolan
- 1985 – En natt i New York som Horst
- 1987 – Ingen utväg som Scott Pritchard
- 1993 – Romeo is Bleeding som Martie
- 1995 – Copycat som Nicoletti
- 1996 – Jakten  som Det.  Matteus "Gib" Gibson
- 1997 – The Postman - budbäraren som general Bethlehem
- 1998 – Armageddon som Charles 'Chick' Chapple
- 1999 – Entrapment som Hector Cruz
- 2000 – Gone in 60 Seconds som Atley Jackson
- 2000 – Remember the Titans som Bill Yoast
- 2001–2003 – The Agency (TV-serie)
- 2002 – The Mothman Prophecies som Gordon Smallwood
- 2004 – The Punisher som Quentin Glass
- 2007 – A Mighty Heart som Randall Bennett
- 2009 – 24 (TV-serie) som Alan Wilson
- 2009 – Närkontakt - The Fourth Kind som sheriff August
- 2011–2013 – Falling Skies (TV-serie) som Daniel Weaver
- 2014 – The November Man som Perry Weinstein
- 2021 – The Forever Purge som Caleb Tucker
- 2025 – Train Dreams